# Campiglossa punctata
Campiglossa punctata este o specie de muște din genul Campiglossa, familia Tephritidae. A fost descrisă pentru prima dată de Tokuichi Shiraki în anul 1933.
Este endemică în Taiwan. Conform Catalogue of Life specia Campiglossa punctata nu are subspecii cunoscute.